# Krijgsmacht van de Republiek Bosnië en Herzegovina

De Krijgsmacht van de Republiek Bosnië en Herzegovina (Armija Republike Bosne i Hercegovine - ARBiH) werd opgericht op 15 april 1992 en werd ontbonden op 14 december 1995.
De krijgsmacht is een van de hoofdrolspelers in de Bosnische Oorlog vanaf 1992 die eindigde met de ondertekening van het Verdrag van Dayton op 14 december 1995 in Parijs. In dat jaar werd de krijgsmacht ontmanteld en samen met de Kroatische Defensieraad (HVO) verenigd tot de Krijgsmacht van de Federatie van Bosnië en Herzegovina. De laatste werd in 2005 samengevoegd met de Krijgsmacht van de Servische Republiek tot de Krijgsmacht van Bosnië en Herzegovina.

## Generaals
- Alija Izetbegović
- Rasim Delić

Sloveense Oorlog (1991) · Kroatische Oorlog (1991-95) · Bosnische Burgeroorlog (1992-95) · Kroatisch-Bosniakse Oorlog (1992-94) · Kosovo-oorlog (1998-99) · Operatie Allied Force (1999) · Conflict in de Preševo-vallei (2001) · Macedonisch conflict (2001)